# 14664 Vandervelden
14664 Vandervelden eller 1999 BY25 är en asteroid i huvudbältet som upptäcktes den 25 januari 1999 av den japanska astronomen Takeshi Urata vid Nihondaira-observatoriet. Den är uppkallad efter Erwin Van der Velden.
Asteroiden har en diameter på ungefär 14 kilometer.